# معمورة العزيز سبور
نادي معمورة العزيز هو نادي تركي لكرة القدم من منطقة معمورة العزيز تأسس 1967 و يلعب في الدوري التركي لكرة القدم.

## روابط إضافية
- (بالتركية)
- https://www.eurosport.com.tr/futbol/alaattin-tutas_prs180217/person.shtml